# 独立行政法人緑資源機構法
独立行政法人緑資源機構法（どくりつぎゅせいほうじんみどりしげんきこうほう、平成14年12月4日法律第130号）は、独立行政法人緑資源機構の名称、目的、業務の範囲等に関する事項を定めることを目的として2002年に制定された法律である。特殊法人緑資源公団の解体に伴い設立される法人を規定し、前法人の業務の継承を規定する。
2008年3月31日、本法を廃止する独立行政法人緑資源機構法を廃止する法律（平成20年3月31日法律第8号）が成立し翌日に施行。本法律は廃止され、独立行政法人緑資源機構の業務は、独立行政法人森林総合研究所（現・森林整備センター）および独立行政法人国際農林水産業研究センターに継承された。

## 構成
- 第一章 総則（第1条 - 第5条）
- 第二章 役員及び職員（第6条 - 第10条）
- 第三章 業務（第11条 - 第28条）
- 第四章 財務及び会計（第29条 - 第32条）
- 第四章 雑則（第33条 - 第37条）
- 第五章 罰則（第38条）
- 附則